# Sarcophaga bihami
Sarcophaga bihami är en tvåvingeart som beskrevs av Qian och Fan 1981. Sarcophaga bihami ingår i släktet Sarcophaga och familjen köttflugor. Inga underarter finns listade i Catalogue of Life.